# Momozono
L'empereur Momozono (桃園天皇, Momozono tennō), né le 14 avril 1741 et mort le 31 août 1762, est le 116e empereur du Japon selon l'ordre de succession traditionnel. Son règne s'étend du 9 juin 1747 jusqu'à sa mort.

## Généalogie
Momozono est le fils aîné de l'empereur Sakuramachi. Il porte avant son avènement au trône le nom personnel de Tōhito (遐仁).  Son premier titre est Yaho-no-miya (八穂宮) puis Sachi-no-miya (茶地宮). 
Sa mère est Sadako (定子) qui deviendra Kaimei (開明門院).
- L'épouse de l'empereur Momozono[2]:
  - Ichijō Tomiko (一条 富子?)

- Les fils de l'empereur Momozono[2]:
  - 1er fils : Hidehito (英仁親?), qui devint l'empereur Go-Momozono
  - 2e fils : Fushimi-no-miya Sadamochi (伏見宮貞行親王?)

## Biographie
Prince héritier en 1747, il devient empereur la même année à la suite de l'abdication de son père, l'empereur Sakuramachi.
En 1758, pendant son règne, éclate le scandale de l'affaire Hōreki, quand de nombreux jeunes nobles de la cour sont punis par le shogunat pour avoir défendu la restauration du pouvoir impérial direct.
Il meurt en 1762 à l'âge de 21 ans.

## Les ères du règne de Momozono-tennō
- Ère Enkyō (延享), 1744-1748
- Ère Kan'en (寛延), 1748-1751
- Ère Hōreki (宝暦), 1751-1764

### L'ère Enkyō
- Enkyō gannen (延享元年) ou Enkyō 1 (1744)

### L'ère Kan'en
- Ère Kan'en gannen (寛延元年) ou Kan'en 1 (1748) : des ambassadeurs de la Corée et des îles Ryūkyū (des îles Lieou Khieou) arrivent au Japon[3].
- Kan'en 2 (1748) : il y a une grande inondation à Edo[3].

### L'ère Hōreki
- Ère Hōreki gannen (宝暦元年) ou Hōreki 1 (1751) :
- Hōreki 2 (1752) : arrivée d'une ambassade des îles Ryūkyū[3].
- Hōreki 2 (1752) : on construit le temple du mont Yeï san à Miyako[4].
- Hōreki 3 (1753) : le shogun distribue de l'argent à tous ceux de ses officiers qui n'ont pas au-delà de mille kokus de revenu[3].
- Hōreki 5 (1755) : on construit le portail du temple Tó yeï san à Edo[4].
- Hōreki 7 (1757) : Yin man-no miya va à Yoshino[5].
- Hōreki 10 (1760) : Minamoto-no Tokugawa Ieharu devient shogun[6].
- Hōreki 11, le 7e jour de la 11e lune (2 décembre 1761) : l'empereur Momozono abdiqua[7].